# Шоптиколь (імені Габіта Мусрепова район)
Шоптико́ль (каз. Шөптікөл) — село у складі району імені Габіта Мусрепова Північноказахстанської області Казахстану. Адміністративний центр Шоптикольського сільського округу.
Населення — 415 осіб (2021; 777 у 2009, 802 у 1999, 1447 у 1989).
Станом на 1989 рік існувало два окремих населених пунктів: Жданово з населенням 1447 осіб (з них росіяни 36 %, казахи 35 %), Шоптиколь з населенням 157 осіб (з них росіяни 65 %).